# Kopenhagener Kriterien
Die Kopenhagener Kriterien müssen von einem offiziellen Beitrittskandidaten  erfüllt werden, um Vollmitglied der Europäischen Union zu werden.

## Geschichte
Die Kopenhagener Kriterien wurden vom Europäischen Rat am 22. Juni 1993 auf dem EU-Gipfel in Kopenhagen in Vorbereitung auf die erste EU-Osterweiterung beschlossen. Es handelt sich genauer um drei Gruppen von Kriterien, die alle Beitrittsländer erfüllen müssen: politische, wirtschaftliche und Acquis-Kriterien. Die Kriterien müssen spätestens beim Abschluss der Verhandlungen, also vor dem tatsächlichen Beitritt erfüllt sein. Die Kopenhagener Kriterien wurden vor allem deswegen formuliert, um offizielle und objektive Anforderungen für potentielle Kandidatenländer festzulegen, die den Erweiterungskritikern unter den Mitgliedstaaten die Angst nehmen, die EU könne unter einem Beitritt von politisch und wirtschaftlich labilen Ländern leiden.
Mit dem Inkrafttreten des Amsterdamer Vertrags im Mai 1999 haben die in Kopenhagen festgelegten politischen Kriterien größtenteils als Verfassungsprinzip Eingang in den EU-Vertrag gefunden. Artikel 2 EU-Vertrag (konsolidierte Fassung von Lissabon) besagt: „Die Werte, auf die sich die Union gründet, sind die Achtung der Menschenwürde, Freiheit, Demokratie, Gleichheit, Rechtsstaatlichkeit und die Wahrung der Menschenrechte einschließlich der Rechte der Personen, die Minderheiten angehören. Diese Werte sind allen Mitgliedstaaten in einer Gesellschaft gemeinsam, die sich durch Pluralismus, Nichtdiskriminierung, Toleranz, Gerechtigkeit, Solidarität und die Gleichheit von Frauen und Männern auszeichnet.“ In Artikel 49 heißt es dementsprechend: „Jeder europäische Staat, der die in Artikel 2 genannten Werte achtet und sich für ihre Förderung einsetzt, kann beantragen, Mitglied der Union zu werden.“ Diese Prinzipien wurden in der Charta der Grundrechte der Europäischen Union hervorgehoben, die beim Europäischen Rat in Nizza im Dezember 2000 verkündet wurde und mit dem Vertrag von Lissabon am 1. Dezember 2009 in Kraft trat.

## Wortlaut
„Als Voraussetzung für die Mitgliedschaft muss der Beitrittskandidat eine institutionelle Stabilität als Garantie für demokratische und rechtsstaatliche Ordnung, für die Wahrung der Menschenrechte sowie die Achtung und den Schutz von Minderheiten verwirklicht haben; sie erfordert ferner eine funktionsfähige Marktwirtschaft sowie die Fähigkeit, dem Wettbewerbsdruck und den Marktkräften innerhalb der Union standzuhalten. Die Mitgliedschaft setzt außerdem voraus, dass die einzelnen Beitrittskandidaten die aus einer Mitgliedschaft erwachsenden Verpflichtungen übernehmen und sich auch die Ziele der politischen Union sowie der Wirtschafts- und Währungsunion zu eigen machen können […]“

## Drei durch die Staaten zu erfüllende Kriterien
Die Kopenhagener Kriterien, die die Staaten für ihre Aufnahme in die EU zu erfüllen haben, werden auch als drei übergeordnete Kriterien dargestellt: das „politische Kriterium“, das „wirtschaftliche Kriterium“ und das „Acquis-Kriterium“.

### Politisches Kriterium
- Wahrung der Menschenrechte
- Institutionelle Stabilität
- Demokratische und rechtsstaatliche Grundordnung
- Achtung und Schutz von Minderheiten

### Wirtschaftliches Kriterium
- Die Fähigkeit, dem Wettbewerbsdruck innerhalb des EU-Binnenmarktes standzuhalten
- Funktionsfähige und wettbewerbsfähige Marktwirtschaft
- Offenheit der Märkte gegenüber dem Ausland

### Acquis-Kriterium
- Die Fähigkeit, sich die aus einer EU-Mitgliedschaft erwachsenden Verpflichtungen und Ziele zu eigen zu machen. Dies bedeutet praktisch die Übernahme des „gemeinschaftlichen Besitzstandes“ (Acquis communautaire).

## Aufnahmefähigkeit der EU
- Außerdem muss die EU aufnahmefähig sein. Dies wird gerade hinsichtlich eines möglichen Beitritts der Türkei diskutiert. Letztendlich ist dies aber keine Bedingung, die der Drittstaat erfüllen muss, sondern eine innenpolitische Angelegenheit der EU. Dieses Kriterium würde auch einen potentiellen Beitritt Russlands erschweren, da die Aufnahmefähigkeit allein aufgrund Russlands Größe vermutlich nicht gegeben wäre (ein Beitritt Russlands ist durch den Überfall auf die Ukraine vom 24. Februar 2022 auch theoretisch hinfällig und dient ausschließlich als Beispiel zur Veranschaulichung). Allerdings gibt es durchaus Beispiele dafür, dass bei großen Staaten eine Mitgliedschaft oder Annäherung an die EU auch teilweise erfolgen kann (z. B. Kolonialreiche während der Anfangszeit der EG vor Einführung der Kopenhagener Kriterien, Assoziierte Gebiete wie Grönland zu Dänemark, Nordirland nach dem Brexit).

## EU-Gemeinschaftliche Kriterien
- Anerkennung des Binnenmarktes muss gewährleistet sein
- Beitritt zur Wirtschafts- und Währungsunion